# Nera (Irama)
Nera è un singolo del cantautore italiano Irama, pubblicato il 1º giugno 2018 come terzo estratto dal primo EP Plume.

## Descrizione
Scritto dallo stesso Irama, il brano racconta di un flirt estivo vissuto con spensieratezza.

## Video musicale
Il video, diretto da The Astronauts, è stato pubblicato l'11 luglio 2018 sul profilo ufficiale YouTube dell'artista.

## Tracce
Testi di Giuseppe Colonnelli, Filippo Maria Fanti, Giulio Nenna, musiche di Andrea Debernardi, Filippo Maria Fanti, Giulio Nenna.
1. Nera – 2:54

## Successo commerciale
Il brano, pubblicato in contemporanea con l'uscita del suo EP Plume, riscuote fin da subito un gran successo commerciale, debuttando alla 4ª posizione della Top Singoli stilata dalla FIMI, raggiungendo, la settimana seguente, la 2ª posizione, rimanendoci per 4 settimane consecutive.. Il singolo successivamente verrà certificato quadruplo disco di platino per aver venduto oltre 200 000 copie.

## Classifiche
| Classifica (2018) | Posizione massima |
| ----------------- | ----------------- |
| Italia            | 2                 |